# Gare de Tulle
Gare de Tulle – stacja kolejowa w Tulle, w departamencie Corrèze, w regionie Nowa Akwitania, we Francji.
Jest stacją Société nationale des chemins de fer français (SNCF), obsługiwaną przez pociągi Intercités i TER Limousin.